# WIKA

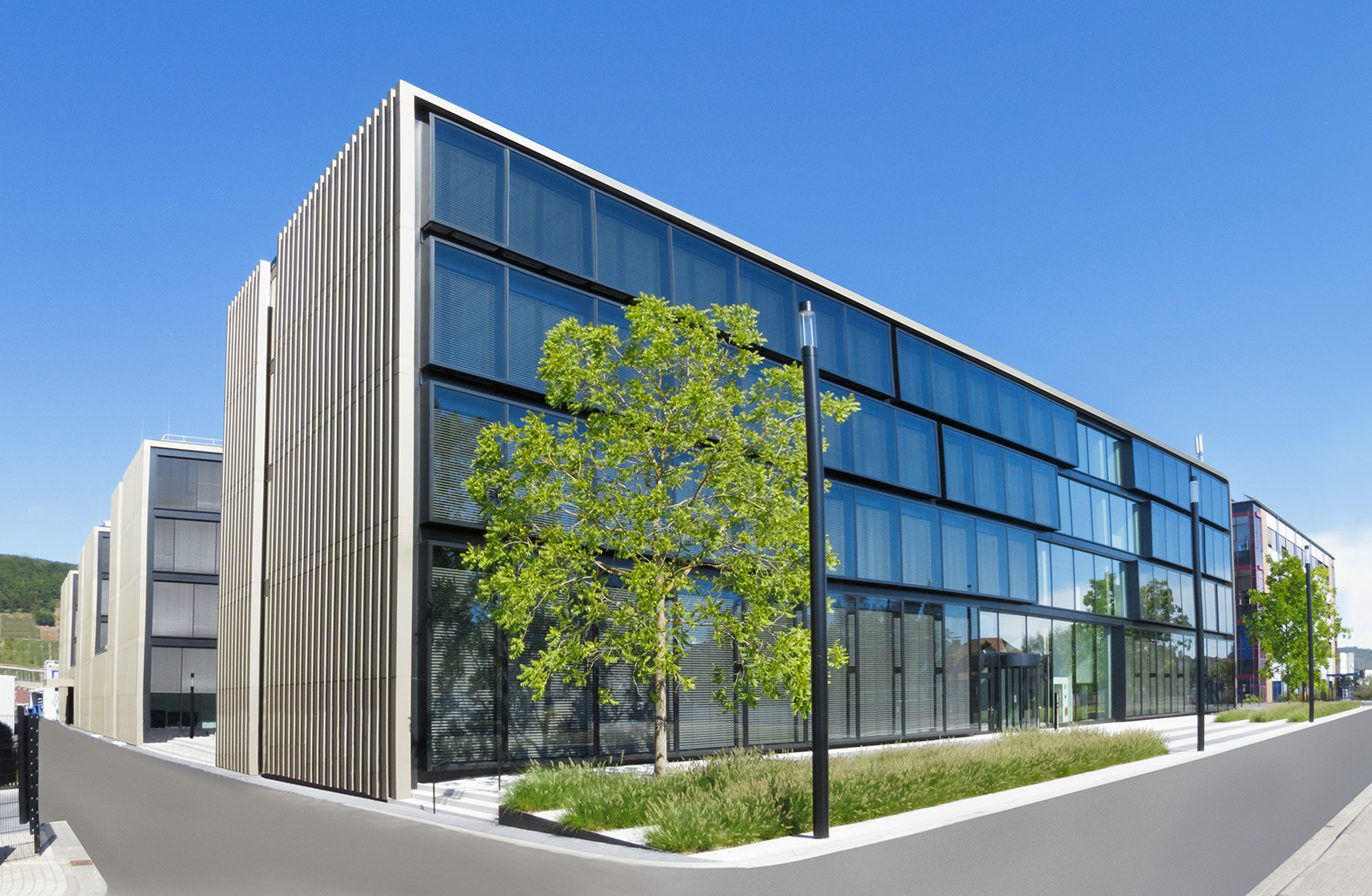
Centro Innovazione e sviluppo presso la sede a Klingenberg am Main

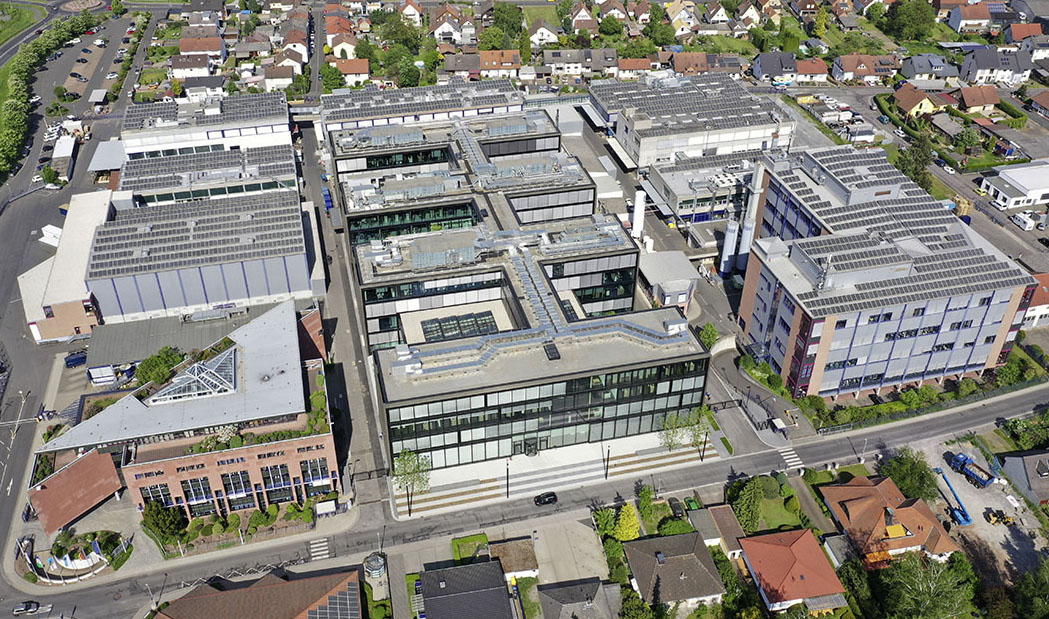
Ripresa aerea della casa madre nel 2022

WIKA è una azienda multinazionale tedesca attiva nel mercato della strumentazione di misura meccanica ed elettronica di pressione, temperatura, livello, forza ed elementi primari di portata e, dal 2023, propone anche nuove soluzioni per il settore IIoT.
Opera anche nel mercato dei prodotti e servizi di calibrazione per tarature in laboratorio o in campo.
Ha sede a Klingenberg am Main e ha sedi produttive in Germania, Brasile, Canada, Cina, India, Italia, Polonia, Sud Africa, Svizzera e USA.
Nel 2022 il giro d'affari del gruppo WIKA ha superato 1,2 miliardi di euro e offre lavoro a oltre 11.200 dipendenti.

## Storia

Logo storico fino al 2001

Nel 1946 Alexander Wiegand fonda l'azienda WIKA con Philipp Kachel. Dalle iniziali dei fondatori deriva il nome dell'azienda. Nel 1951 il Dr. Konrad Wiegand prende il posto del padre dal 1960 l'azienda si espande notevolmente in Germania e, per la prima volta, anche all'estero.
Dal 1967 dopo la morte di Konrad Wiegand, la moglie Ursula Wiegand gestisce l'azienda.
Al 1970 WIKA è il più grande produttore di manometri in Europa. Nel 1980 viene prodotto il 100.000.000° strumento di misura della pressione. 
Nel 1984 Ursula Wiegand è la prima donna a diventare Imprenditrice dell'Anno in Germania.
Nel 1994 l'azienda ottiene la certificazione di qualità DIN ISO 9001. 
Nel 1996 Alexander Wiegand, nipote del fondatore e figlio di Konrad e Ursula, conduce l'azienda di famiglia nel XXI secolo.
Al 1996 WIKA è al primo posto nella produzione di manometri e termometri meccanici. Viene inaugurato nel 1999 il nuovo "Sensor Center" con un'area produttiva di 10.000 m2.
Nel 2002 con il "WIKA goes lean" inizia l'attività Kaizen per l'ottimizzazione della produzione. Negli anni 2008-2019 avvengono diverse acquisizioni societarie come la tedesca KSR KUEBLER Niveau-Messtechnik AG, DH-Budenberg, Euromisure, Scandura e Gayesco, in Italia dell'azienda Ettore Cella S.p.A. della società GAYESCO Europe, SAMI Instruments, che diventerà poi WIKA Instruments Italia.
Nel 2023 WIKA diventa "Smart in sensing": imegatrend stanno cambiando il nostro mondo: digitalizzazione, decarbonizzazione e cambiamenti demografici. Noi stiamo cambiando con loro e per farlo usiamo tutti i nostri sensi. WIKA è "Smart in sensing" perché fornisce risposte a problemi globali con le sue soluzioni di sensing intelligenti.

## Prodotti

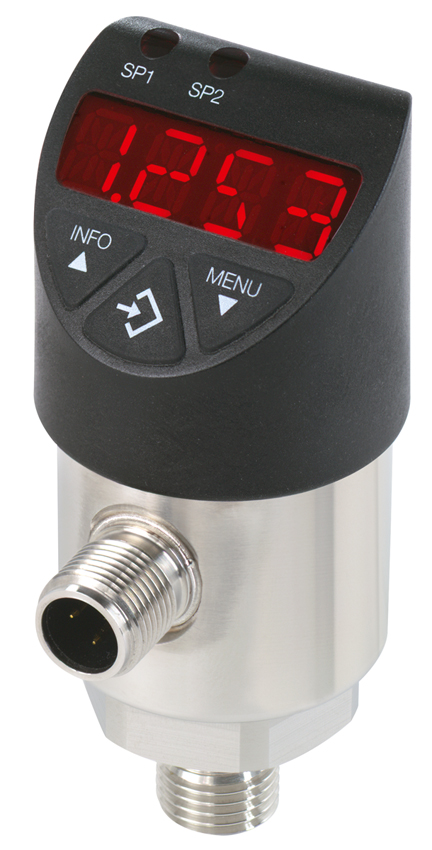
PSD-30

La gamma dei prodotti WIKA è divisa nelle seguenti linee:
- Misura di pressione: questa linea comprende sensori, trasduttori, trasmettitori e pressostati per pressione relative assolute e differenziali, strumenti di indicazione per pressioni relative, assolute e differenziali con molla tubolare, membrana o capsula sono collaudati in milioni di applicazioni.
- Misura di pressione meccatronica: sono strumenti meccanici con integrati contatti elettrici o segnali di uscita analogici e digitali.
- Misura di temperatura: questa linea include termocoppie, termoresistenze, termostati e trasmettitori di temperatura analogici e digitali, per tutte le applicazioni industriali, con campi di misura da -200 a +1.600 °C.
- Misura di temperatura meccatronica: sono strumenti meccanici con integrati contatti elettrici o segnali di uscita analogici e digitali.
- Elementi primari di portata: diaframmi calibrati, meter runs, boccagli, tubi Venturi e tubi Pitot per la maggior parte delle applicazioni industriali.
- Misura di livello: La gamma di prodotti WIKA per la misura di livello include sia strumenti per la misura in continuo che livellostati. A seconda del tipo di applicazione è possibile utilizzare diversi principi di misura per il controllo di livello
- Calibrazione: questa linea include calibratori portatili e da laboratorio per pressioni, temperature e segnali elettrici.
- Soluzioni IIoT: WIKA dal 2023 offre un valore aggiunto combinando e utilizzando i dati delle misurazioni digitali per supportare la vostra trasformazione digitale nei settori per il monitoraggio e allarme condizionato, la tracciabilità degli asset, la manutenzione predittiva e l'ottimizzazione dei processi.

## WIKA in Italia
Nel 2014 il gruppo WIKA ha acquisito la Ettore Cella S.p.A., azienda sita in Bareggio (MI) per la produzione di pressostati e termostati meccanici.
WIKA Italia è la filiale italiana del gruppo ed è stata fondata nel 1966 da Konrad Wiegand. L'azienda conta 80 dipendenti e nel 2014 ha raggiunto un fatturato di oltre 36 milioni di Euro. La sede è situata ad Arese, in provincia di Milano.
La società Dott. Ing. Scandura & FEM, acquisita da WIKA nel 2012, è stata recentemente fusa per incorporazione in WIKA Italia.
Il gruppo WIKA è presente in Italia anche con l'azienda Euromisure, specializzata negli elementi primari per la misura di portata. L'azienda è situata a Pieve San Giacomo (CR), conta circa 80 dipendenti ed ha un giro d'affari di circa 13 milioni di Euro.
In aggiunta, la recente acquisizione dell'azienda Ettore Cella S.p.A. permette al gruppo WIKA di estendere la propria gamma prodotti anche ai pressostati e ai termostati. L'azienda è sita in Bareggio (MI), conta circa 45 dipendente ed ha un giro di affari di circa 5 milioni di Euro.
Nel 2017 il gruppo WIKA ha acquisito l’azienda italiana SAMI Instruments, da diversi anni un fornitore del gruppo per valvole a spillo e manifold per strumentazione. Con il suo elevato standard di qualità dei prodotti, i tempi di consegna flessibili e le competenze tecniche, SAMI gode di un'ottima reputazione a livello internazionale. Attraverso questa acquisizione, WIKA è in grado di ampliare la sua offerta di prodotti verso l’industria di processo in particolare nei settori oil & gas, chimico, petrolchimico ed energia.
Nell’ambito del processo di integrazione iniziato subito dopo l’acquisizione avvenuta a Luglio 2017, dal 1º Febbraio 2019 SAMI Instruments S.r.l, ha cambiato ragione sociale in WIKA Instruments Italia S.r.l. L’azienda è inoltre diventata il Centro di Eccellenza (CoE) del gruppo WIKA per le valvole e accessori per strumentazione, piping e alta pressione.
La sede legale della nuova società è stata trasferita presso WIKA Italia, in Via G. Marconi, 8 ad Arese (MI), mentre la partita IVA è rimasta invariata. 
Gli uffici e lo stabilimento produttivo sono stati trasferiti da Reschigliano (PD) a Montegaldella (VI), in un unico e moderno nuovo edificio.